# Денеш Борош
Денеш Борош (угор. Boros Dénes нар. 30 квітня 1988, Будапешт) – угорський шахіст, гросмейстер від 2009 року.

## Шахова кар'єра
У 2003 та 2004 роках представляв Угорщину на шахових олімпіадах серед юніорів до 16 років, вигравши у командному заліку, а також в особистому заліку дві золоті та дві срібні медалі. Також був триразовим (2002, 2003, 2006) учасником командного чемпіонату Європи серед юніорів до 18 років, 2006 року вигравши дві срібні медалі. Крім того, в період 2000-2008 років кілька разів брав участь в чемпіонатах світу і Європи серед юніорів у різних вікових категоріях.
Неодноразово брав участь у щорічних турнірах First Saturday у Будапешті, досягнувши успіхів у роках: 2003 (FS03 ЇМ-І – 1-ше місце), 2005 (FS10 GM – поділив 1-місце разом з Андрєм Мураріу), 2006 (FS09 GM – 1-ше місце) та 2009 (FS09 GM – 1-ше місце). Н цих турнірах у 2006 і 2009 роках виконав дві гросмейстерські норми, а третю – 2007 року в Балатонлелле, де поділив 1-ше місце разом з Левенте Вайдою.
Досягнув і інших успіхів у турнірах: поділив 1-ше місце в Балатонлелле (2003, разом з Палом Кішом), посів 1-ше місце в Мішкольці (2004), поділив 1-ше місце в Будапешті (2005, турнір Elekes, разом з Тібором Фогараші і Хоанг Тхань Чанг), посів 3-тє місце в Терекбалінті (2005, позаду Златко Ілінчича і Юрієм Лапшуном) і посів 3-тє місце в Маріанських Лазнях (2007, позаду Матіаса Вомаки і Еміля Германссона).
Найвищий рейтинг Ело в кар'єрі мав станом на 1 листопада 2010 року, досягнувши 2513 очок займав тоді 28-ме місце серед угорських шахістів.

## Зміни рейтингу
| На цьому місці має відображатися графік чи діаграма, однак з технічних причин його відображення наразі вимкнено. Будь ласка, не видаляйте код, який викликає це повідомлення. Розробники вже працюють для того, щоби відновити штатне функціонування цього графіка або діаграми. | |
| | На цьому місці має відображатися графік чи діаграма, однак з технічних причин його відображення наразі вимкнено. Будь ласка, не видаляйте код, який викликає це повідомлення. Розробники вже працюють для того, щоби відновити штатне функціонування цього графіка або діаграми. |